# Xestia tamsi
Xestia tamsi là một loài bướm đêm trong họ Noctuidae.

## Hình ảnh

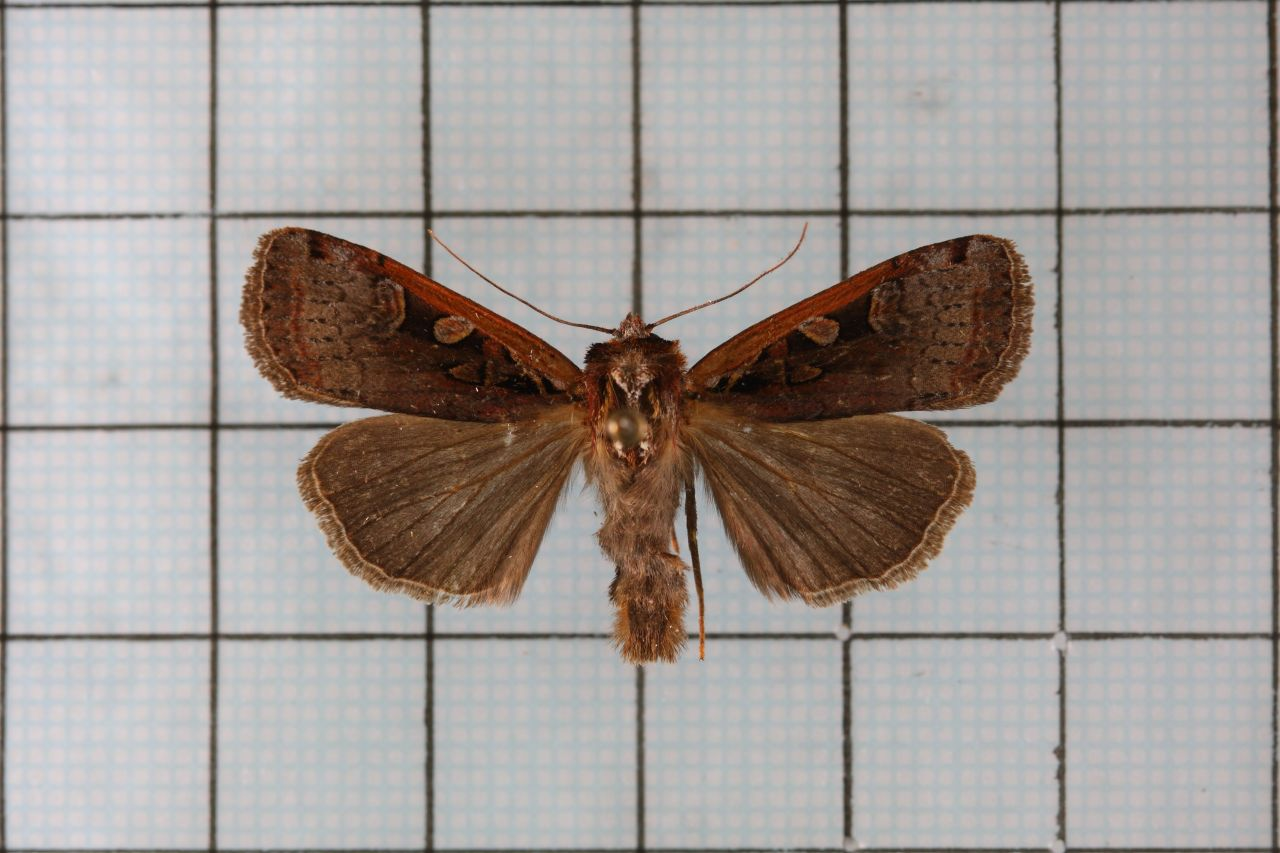
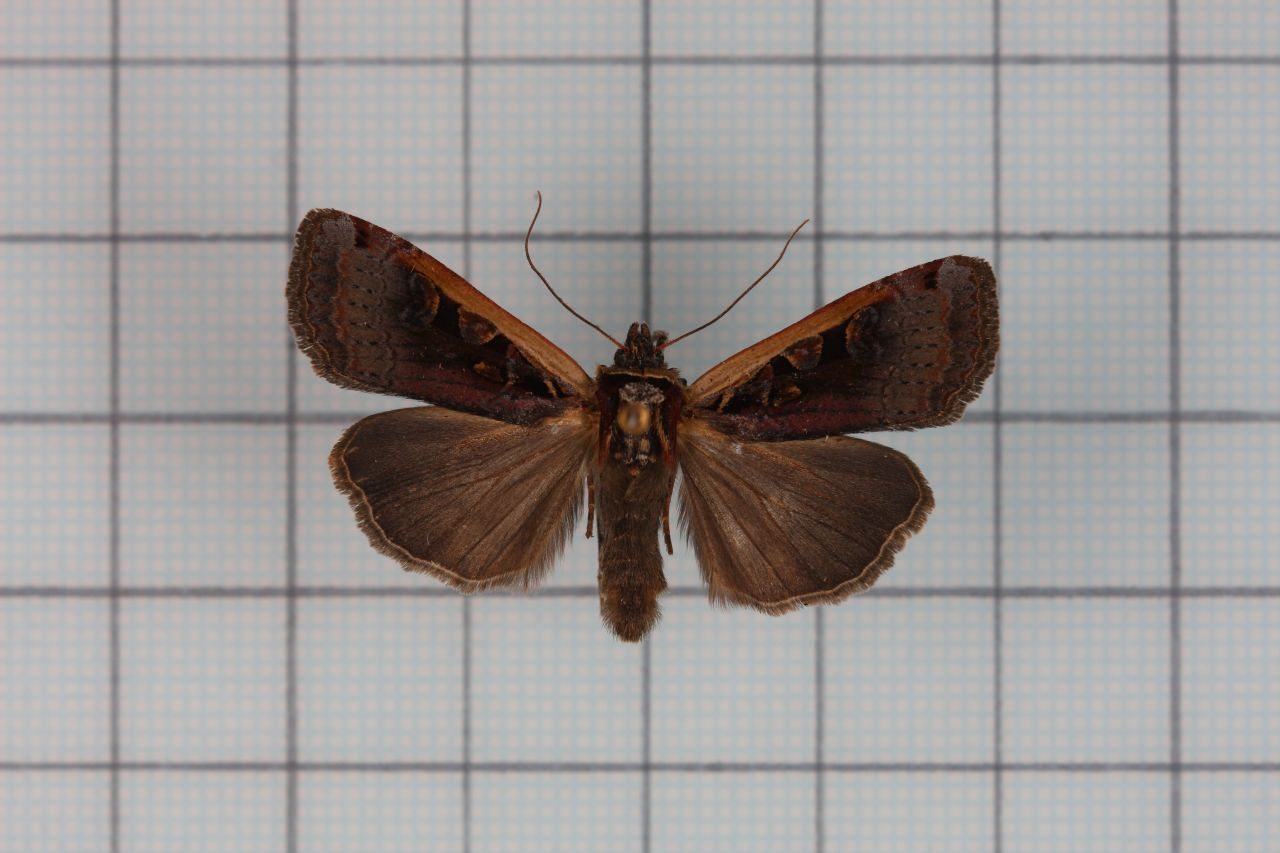
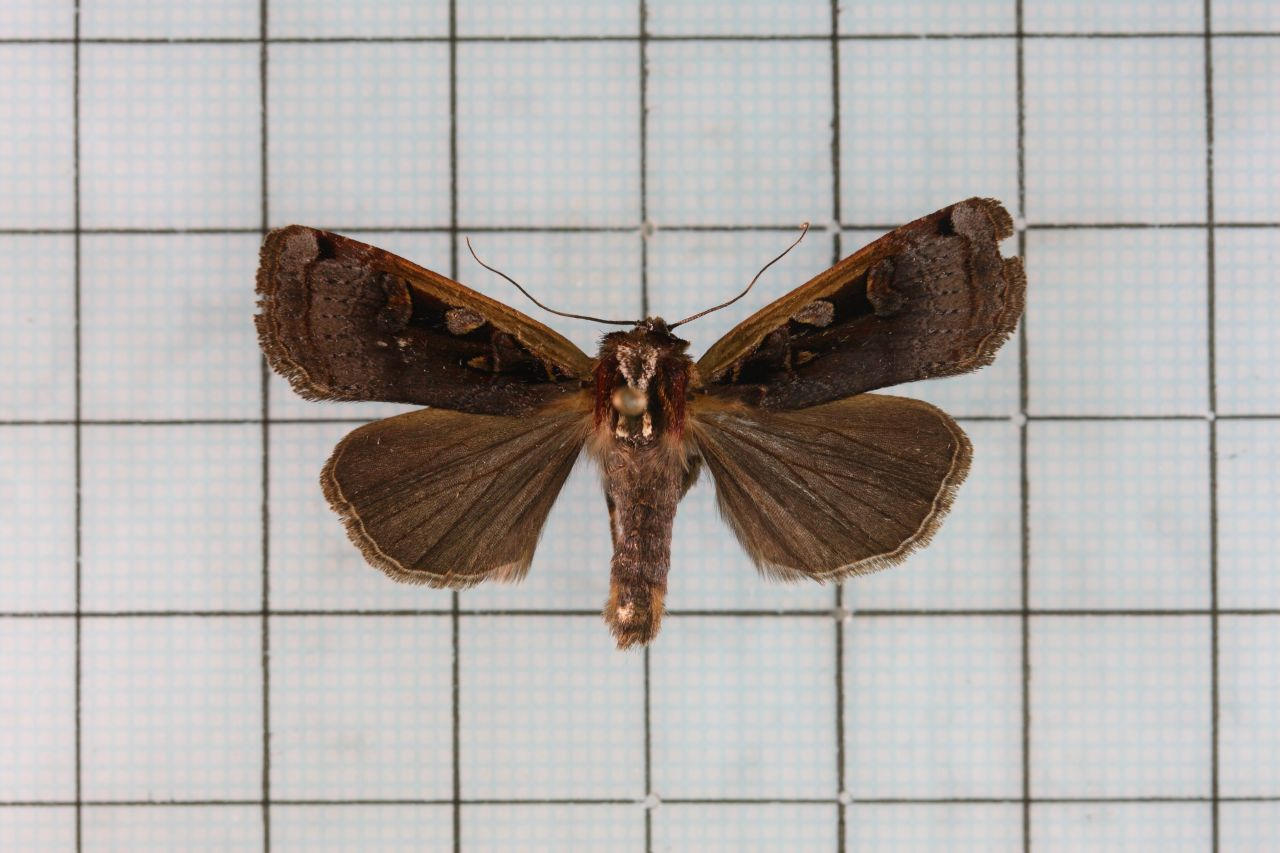